# Owidiusz (imię)
Owidiusz — imię męskie pochodzenia łacińskiego, wywodzące się od łac. nazwy rodowej, która z kolei być może pochodzi od łac. słowa ovis — "owieczka", albo też ma pochodzenie oskijsko-umbryjskie. Najbardziej znanym imiennikiem jest Owidiusz (Publius Ovidius Naso), starożytny poeta rzymski. Patronem tego imienia w Kościele katolickim jest św. Owidiusz, biskup w Galii.
Owidiusz imieniny obchodzi 3 czerwca.
Znane osoby noszące imię Owidiusz:
- Owidiusz (Publius Ovidius Naso), starożytny poeta rzymski
- Owidiusz Decroly, belgijski psychiatra, psycholog i pedagog
- Owidiusz — święty, biskup w Galii[1]

Żeński odpowiednik: Owidia.

## Odpowiedniki w różnych językach
- łacina - Ovidius[1]
- francuski - Ovide[1]
- hiszpański - Ovidio[1]
- rosyjski - Ovidij[1]
- słowacki - Ovidije, Ovidio[1]